# الفصيل الإيراني
الفصيل الإيراني هو أحد القوى الكُبرى في بلاط دولة المغول الهنديَّة ضمَّ عُصبةً من النُبلاء الطَّموحين، أطلِقَت عليه تسمية «الإيراني» لأن زعيمه «ذو الفقار خان نُصرت جُنغ» كان نبيلًا فارسيًا شيعيًا ولد في الديار الهنديَّة، وبِقيادة صانع المُلُوك ذو الفقار خان تمكَّن الفصيل من الهيمنة على مقادير المُلك في هندستان.

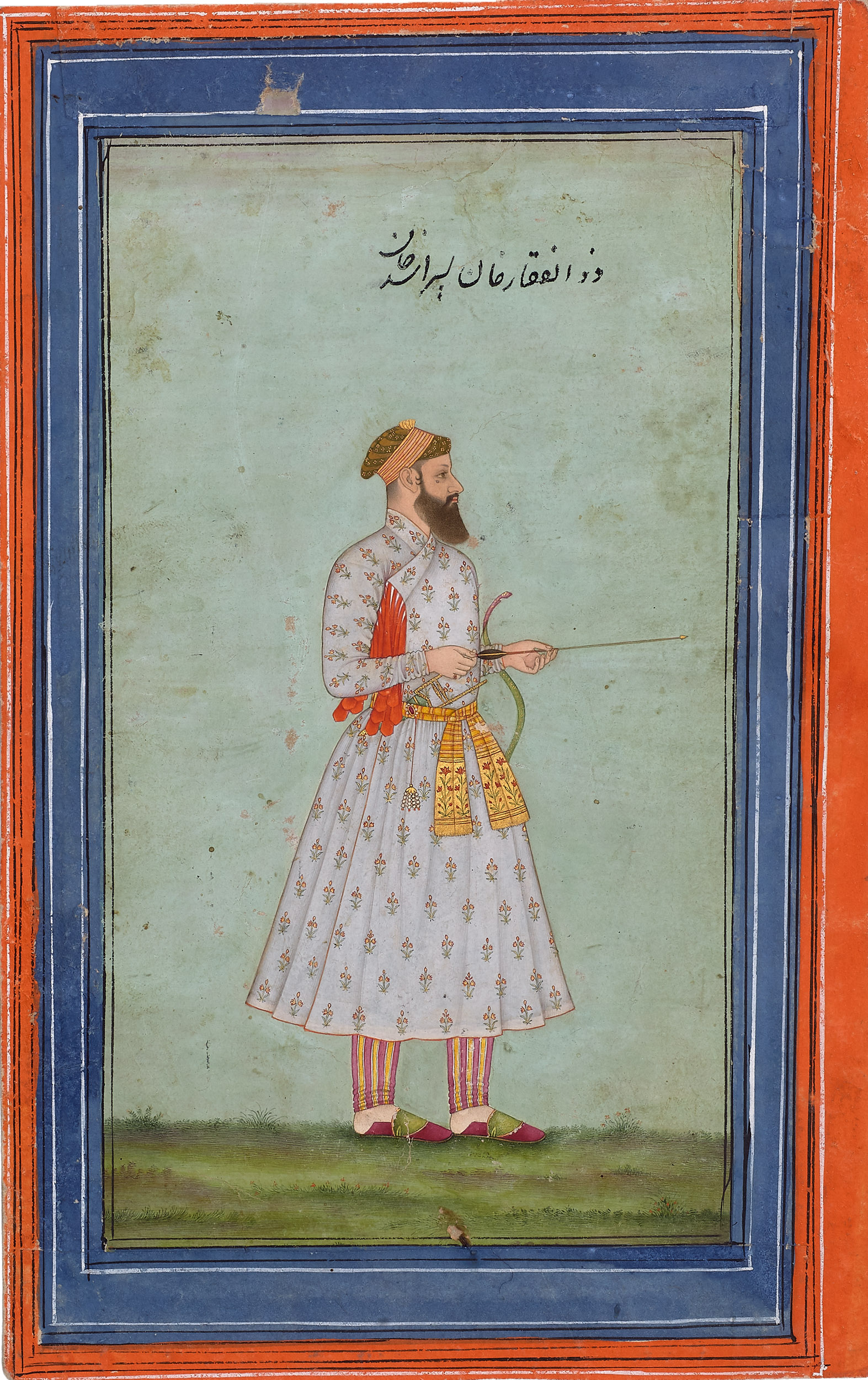
القائد «ذو الفقار خان نُصرت جُنغ» من أقوى النُبلاء في زمانه ومن أكابر القادة العسكريين الطَّموحين تولَّى الوزارة العُظمى ويُعدُّ أوَّل صانع مُلُوك في تاريخ الهند المغوليَّة.

تنافس الفصيل الإيراني على بسط هيمنته ونُفُوذه والظَّفر بِتأييد الذَّات السُلطانيَّة لِمواجهة الفصائل الأُخرى في البلاط وأبرزها الفصيل الطوراني وفصيل الأخوان السادة، ونتيجة لتدبير معين الدين فرخ سير مع بقية الفصائل تمكن من الانقلاب على السُلطان جهاندار شاه‌ وقتل الوزير الأعظم ذو الفقار، وبذلك انتهت هيمنة الفصيل الإيراني على الهند المغوليَّة وحلَّ محلَّه الأخوان السادة.